# You Shook Me
You Shook Me — композиция блюзового композитора Уилли Диксона, написанная им в соавторстве с другим блюзовым композитором Дж. Б. Ленойром. Песня исполнялась разными исполнителями.
Мадди Уотерс записал её в виде инструментальной композиции в 1962 году.
Шесть лет спустя Джефф Бек записал песню на своём альбоме Truth, а ещё пять месяцев спустя вышла самая известная кавер-версия — британской рок-группы Led Zeppelin. Так как у обеих версий есть сходство, Led Zeppelin были обвинены в краже идеи Бека. Пейдж же в интервью в 1977 году рассказал, что он впервые услышал версию Бека уже после записи песни, так что причиной, по которой обе группы записали песню, он назвал похожие музыкальные вкусы.
Позднее кавер-версии этой композиции записывали B.B. King, Мик Тейлор, Джордж Линч и многие другие исполнители.

## Led Zeppelin
You Shook Me — третья по счёту композиция на первом альбоме британской рок-группы Led Zeppelin, записанном в октябре 1968 года и выпущенном 12 января 1969 года, продолжительностью 6 минут 28 секунд.
Джон Пол Джонс, клавишник и бас-гитарист группы, три раза наложил электроорган на первую часть «среднего квадрата» песни (во второй части звучит губная гармошка, на которой играет вокалист Led Zeppelin Роберт Плант, а в третьей — гитарное соло, которое играет гитарист группы Джимми Пейдж). В самом конце происходит своеобразная «перекличка» гитары Пейджа и голоса Планта — традиция, заимствованная из музыки 1930-х годов.